# Limnonectes doriae
Limnonectes doriae là một loài ếch trong họ Ranidae.
Nó được tìm thấy ở Ấn Độ, Malaysia, Myanmar, và Thái Lan.
Các môi trường sống tự nhiên của chúng là các khu rừng ẩm ướt đất thấp nhiệt đới hoặc cận nhiệt đới, rừng mây ẩm nhiệt đới và cận nhiệt đới, và sông.
Tình trạng bảo tồn của nó hiện chưa đủ thông tin.